# برايان إيفانز (سياسي)
برايان إيفانز هو محامي وسياسي كندي، ولد في 15 أغسطس 1950 في إدمونتون في كندا. حزبياً، نشط في الرابطة التقدمية المحافظة في ألبرتا ‏. وقد انتخب عضو الجمعية التشريعية ألبرتا.